# Симфонический оркестр Сан-Франциско
Симфонический оркестр Сан-Франциско (англ. San Francisco Symphony, часто сокращается как SFS) — симфонический оркестр, крупнейший симфонический коллектив в городе Сан-Франциско.
Датой образования оркестра считают 1911 год — 13 концертов первого сезона (1911-12 годов) проходили под управлением Генри Хэдли. Важными страницами в истории оркестра стали руководство Пьера Монтё, восстановившего коллектив в 1935 году после того, как предыдущий сезон было полностью отменён из-за финансовых трудностей, и появление в 1963 году во главе оркестра Йозефа Крипса, вернувшего музыкантам дисциплину и уверенность, особенно в немецком репертуаре. С 1995 г. главный дирижёр оркестра Майкл Тилсон Томас. Благодаря ему, помимо симфонической музыки классико-романтического периода, которая образует основу репертуара SFS, в тематические программы также часто включается музыка XX—XXI веков, в том числе написанная в авангардных техниках. По специальному заказу SFS музыку писали различные композиторы, особенно много Джон Адамс. Под эгидой SFS в Сан-Франциско c 2000 (нерегулярно) проводится фестиваль музыки США «American Maverics».
В современную организационную структуру SFS также входят Молодёжный симфонический оркестр Сан-Франциско и Симфонический хор Сан-Франциско. Базовой концертной площадкой SFS служит Симфонический зал им. Луизы Дейвис (Дейвис-Холл). Оркестр имеет собственную торговую марку SFS Media, под которой выпускает аудио- и видеозаписи.

## Здания
Базовой концертной площадкой SFS служит Симфонический зал им. Луизы Дейвис (Louise M. Davies Symphony Hall). Прежде, симфонический оркестр использовал рядом стоящий Военный мемориальный оперный театр Сан-Франциско с Оперой и Балетом.

## Руководители оркестра
- Генри Хэдли (1911—1915)
- Альфред Херц (1915—1930)
- Бэзил Камерон и Исай Добровейн (1930—1934)
- Пьер Монтё (1935—1952)
- приглашённые дирижёры (1952—1954)
- Энрике Хорда (1954—1963)
- Йозеф Крипс (1963—1970)
- Сэйдзи Одзава (1970—1977)
- Эдо де Варт (1977—1985)
- Герберт Блумстедт (1985—1995)
- Майкл Тилсон Томас (1995—2020)
- Эса-Пекка Салонен (с 2020)